# Testor
Testor – thrashmetalowy zespół z Warszawy założony na przełomie lat '80 i '90 przez braci Mirosława i Wiesława Jungów. Zespół znany jest zwłaszcza z płyty Ruiny nagranej w 1996 roku dzięki zwycięstwu w Węgorzewo Prince Rock Festival w 1995 roku oraz występów w Żarach na Przystanku Woodstock w 1998 i 1999 roku.

## Największe imprezy z udziałem Testora
- Jarocin 1993
- Jarocin 1994
- Węgorzewo Prince Rock Festival 1995
- Prince Rock Tour 1995 (wspólnie z Vader, Sweet Noise oraz Proletaryat)
- Przystanek Woodstock 1998
- Przystanek Woodstock 1999
- WOŚP – Warszawa – Hala Sportowa 2002 (wspólnie z Hunter)
- Hunterfest 2006

## Testor w mediach
- „Się kręci” (PR III ) – program radiowy Jurka Owsiaka
- Kręcioła (TVP2) – program telewizyjny Jurka Owsiaka
- Makafonia radiowa (Radiostacja) oraz telewizyjna (Polsat 2)
- występ na żywo w audycji Artura Orzecha w Radiu Dla Ciebie
- występ na żywo w programie telewizyjnym Rower Błażeja

## Dyskografia
- The Torment (1989)
- Through the Back Door (1992)
- Demo 93 (1993)
- Ruiny (1996)
- Demo '98 (1998)
- Demo '99 (1999)
- Crossing the Flatline (2000)
- 50% - Garage 2000/2001 (2001)
- Pillar (2005)
- Next Stop Insanity (2007)
- Animal Killstinct (2011)

## Teledyski
- "Jak kamienie"
- "Mr.Hyde"
- "Smooth Criminal"
- "Yuppies"
- "Shot In The Back"